# Can Pujades (Vallgorguina)
Can Pujades és una masia del municipi de Vallgorguina (Vallès Oriental) inclosa en l'Inventari del Patrimoni Arquitectònic de Catalunya.

## Descripció
És un edifici que consta de planta baixa, un pis i unes golfes. Té dues façanes. L'original, és a dir, la que abans era la principal, actualment es troba al darrere i per restaurar. L'altra està arrebossada, té un portal d'accés de pedra amb arc de mig punt dovellat i les finestres de pedra i d'arc pla, excepte una a la golfa que és de mig punt. La coberta actualment és a dues vessants però d'un costat queda tallada i comença una per sota, inclinada. Al costat hi ha una capella que està afegida a la casa però que en el seu origen és més tardà. Està molt arreglada, sobretot de l'interior, on hi ha uns dibuixos moderns. També es troben dues vidrieres fetes per Gaudí, una de quan era estudiant i l'altra de quan feia la Sagrada Família.

## Història
Era una masia i actualment alberga l'Escola Waldorf de Vallgorguina. L'any 1800 es va reformar i actualment es troba en bones condicions. Abans hi havia tres teulades, ara és una de dues vessants i una altra d'inclinada més baixa.